# Third Lake
Third Lake är en ort i Lake County, Illinois, USA.